# Harakiri (álbum)
Harakiri é o terceiro álbum de estúdio solo de Serj Tankian, vocalista principal do System of a Down. Foi lançado em 10 de julho de 2012. Todas as músicas foram escritas e compostas por Tankian, com exceção de Weave On, cuja letra foi composta por Steven Sater. Os instrumentos foram tocados pela banda de apoio de Serj, o F.C.C.(The Flying Cunts of Chaos), formado por Dan Monti (guitarrista), Mario Pagliarulo (baixista) e Troy Zeigler (baterista).

## Faixas
Todas as faixas escritas e compostas por Serj Tankian, exceto quando notadas.
| N.º            | Título                               | Duração |  |
| 1.             | "Cornucopia"                         | 4:28    |  |
| 2.             | "Figure It Out"                      | 2:52    |  |
| 3.             | "Ching Chime"                        | 4:05    |  |
| 4.             | "Butterfly"                          | 4:10    |  |
| 5.             | "Harakiri"                           | 4:19    |  |
| 6.             | "Occupied Tears"                     | 4:22    |  |
| 7.             | "Deafening Silence"                  | 4:16    |  |
| 8.             | "Forget Me Knot"                     | 4:26    |  |
| 9.             | "Reality TV"                         | 4:09    |  |
| 10.            | "Uneducated Democracy"               | 4:00    |  |
| 11.            | "Weave On" (Letras por Steven Sater) | 4:07    |  |
| Duração total: | Duração total:                       | 45:18   |  |

### Faixa bônus da edição japonesa
| N.º | Título     | Duração |  |
| 1.  | "Revolver" | 2:31    |  |

### Faixas bônus da edição de luxo
| N.º            | Título                                         | Duração |  |
| 1.             | "Revolver"                                     | 2:31    |  |
| 2.             | "Tyrant's Gratitude" (Letras por Steven Sater) | 2:38    |  |
| Duração total: | Duração total:                                 | 5:09    |  |

## Videoclipes
1. Figure it Out - Lançado em 24/05/2012
2. Harakiri - Lançado em 10/07/2012
3. Occupied Tears - Lançado em 11/07/2012
4. Uneducated Democracy - Lançado em 18/07/2012

## Instrumentos
- Serj Tankian – vocais, guitarra, baixo, piano, produção e mixagem de som

Músicos adicionais
- Dan Monti – Guitarra adicional, mixagem de som
- Mario Pagliarulo – Baixo adicional
- Troy Zeigler – Bateria
- Andrew Kzirian – Oud em "Ching Chime"
- Angela Madatyan – Vocais adicionais em "Deafening Silence"
- Charlie Chronopoulos – Guitarra adicional em "Weave On"
- David Finch – Violinos adicionais em "Weave On"
- Tom Duprey, Vincent Pedulla, Robert Smiring – instrumentos adicionais em "Weave On"